# Kongba District
Kongba District är ett distrikt i Liberia. Det ligger i regionen Gbarpolu County, i den nordvästra delen av landet, 160 km norr om huvudstaden Monrovia.